# Acfredo II de Carcasona
Acfredo II de Carcassona (?-933), conde de Carcasona y conde de Razès (908-933).

## Orígenes familiares
Era el segundo hijo del conde Oliba II de Carcasona y hermano pequeño de Benció I de Carcasona.

## Títulos nobiliarios
Sucede en el año 908 a su hermano Benció, que había muerto de forma prematura. No se conocen datos de lo que va a ser sus vida, como tampoco si llegó a casarse y tener hijos legítimos.
Fue sucedido por Arsenda de Carcasona, la hija de su sobrino Acfredo I de Aquitania y nieta de Acfredo I de Carcasona.
| Predecesor: Benció I de Carcasona | Condado de Carcasona | Sucesor: Arsenda de Carcasona |

- Datos: Q2604034